# Rugha
Rugha – gaun wikas samiti w zachodniej części Nepalu w strefie Rapti w dystrykcie Rukum. Według nepalskiego spisu powszechnego z 2001 roku liczył on 703 gospodarstw domowych i 4141 mieszkańców (2091 kobiet i 2050 mężczyzn).